# Aicoarema
Aicoarema ist eine osttimoresische Siedlung im Suco Acumau (Verwaltungsamt Remexio, Gemeinde Aileu).

## Geographie
Die Siedlung (Bairo) Aicoarema liegt im Zentrum der Aldeia Aimerahun, auf einer Meereshöhe von 864 m. Sie befindet sich südöstlich vom Zentrum von Remexio, dem Hauptort des Verwaltungsamtes und des Sucos, an der Straße zum Suco Fadabloco im Süden. Direkter Nachbarort im Süden ist das Dorf Ailortelu. Nordöstlich passiert der Fluss Aikoereima  die beiden Orte, ein Quellfluss des Nördlichen Laclós.